# Gouvernement Charles Duclerc
Troisième République
Gouvernement Charles de Freycinet II Gouvernement Armand Fallières
Le gouvernement Charles Duclerc est le gouvernement de la Troisième République en France du 7 août 1882 au 28 janvier 1883.
Charles Duclerc, ancien ministre de la Deuxième République, constitue un gouvernement de républicains modérés, sans chefs prestigieux.

## Composition

### Président du Conseil
| Fonction | Fonction             | Image | Nom             | Parti politique     |
| -------- | -------------------- | ----- | --------------- | ------------------- |
|          | Président du Conseil |       | Charles Duclerc | Gauche républicaine |

### Ministres
| Fonction | Fonction                                                | Image | Nom                   | Parti politique     |
| -------- | ------------------------------------------------------- | ----- | --------------------- | ------------------- |
|          | Ministre des Affaires étrangères                        |       | Charles Duclerc       | Gauche républicaine |
|          | Garde des Sceaux, ministre de la Justice et des Cultes  |       | Paul Devès            | Gauche républicaine |
|          | Ministre de l'Intérieur                                 |       | Armand Fallières      | Gauche républicaine |
|          | Ministre de la Guerre                                   |       | Jean-Baptiste Billot  | Gauche républicaine |
|          | Ministre de la Marine et des Colonies                   |       | Bernard Jauréguiberry |                     |
|          | Ministre des Finances                                   |       | Pierre Tirard         | Union républicaine  |
|          | Ministre de l'Instruction publique et Beaux-Arts        |       | Jules Duvaux          | Union républicaine  |
|          | Ministre de l'Agriculture                               |       | François de Mahy      | Gauche républicaine |
|          | Ministre du Commerce                                    |       | Pierre Legrand        | Gauche républicaine |
|          | Ministre des Postes et Télégraphes                      |       | Adolphe Cochery       | Gauche républicaine |
|          | Ministre des Travaux publics (à partir du 10 août 1882) |       | Anne-Charles Hérisson | Gauche républicaine |

### Sous-secrétaires d'État
| Fonction | Fonction                                                                                     | Image | Nom               | Parti politique     |
| -------- | -------------------------------------------------------------------------------------------- | ----- | ----------------- | ------------------- |
|          | Sous-secrétaire d'État à la Justice et aux Cultes (à partir du 10 août 1882)                 |       | François Varambon | Union républicaine  |
|          | Sous-secrétaire d'État à l'Intérieur                                                         |       | Jules Develle     | Union républicaine  |
|          | Sous-secrétaire d'État aux Finances (à partir du 10 août 1882)                               |       | Justin Labuze     | Gauche républicaine |
|          | Sous-secrétaire d'État à l'Instruction publique et aux Beaux-Arts (à partir du 10 août 1882) |       | Jules Logerotte   | Gauche républicaine |
|          | Sous-secrétaire d'État aux Travaux publics (à partir du 10 août 1882)                        |       | Charles Baïhaut   | Union républicaine  |

### Remaniement du 13 septembre 1882
| Fonction | Fonction                                           | Image | Nom               | Parti politique     |
| -------- | -------------------------------------------------- | ----- | ----------------- | ------------------- |
|          | Ministre de l'Intérieur et des Cultes              |       | Armand Fallières  | Gauche républicaine |
|          | Garde des Sceaux, ministre de la Justice           |       | Paul Devès        | Gauche républicaine |
|          | Sous-secrétaire d'État à l'Intérieur et aux Cultes |       | Jules Develle     | Union républicaine  |
|          | Sous-secrétaire d'État à la Justice                |       | François Varambon | Union républicaine  |

## Bilan
Sur le plan extérieur, le gouvernement ne réussit pas à empêcher la mainmise sur l'Égypte et le canal de Suez par la Grande-Bretagne. Sur le plan intérieur il se heurte aux émeutes ouvrières de Montceau-les Mines et est fragilisé par le manifeste du prince Napoléon.

## Fin du gouvernement et passation des pouvoirs
Le 28 janvier 1883, Charles Duclerc remet la démission du Gouvernement au président de la République, Jules Grévy à la suite d'un désaccord avec son ministre de l'intérieur, Fallières sur l'exclusion des emplois civils ou militaires des membres des anciennes familles régnantes.
Le 29 janvier 1883, Jules Grévy nomme Armand Fallières à la présidence du Conseil des ministres.